# الضنية
الضنية هي منطقة تقع في قضاء المنية الضنية في محافظة الشمال لبنان. تقع المنطقة شرقي طرابلس، وتمتد شمالاً حتى قضاء عكار وجنوباً إلى قضاء بشري وقضاء زغرتا وشرقاً حتى بعلبك والهرمل. تتمتع الضنية ببيئة بيئية ممتازة مليئة بالغابات والبساتين والبساتين. وتقع عدة قرى في هذه المنطقة الجبلية، وأكبر مدنها هي سير الضنية. وسكانها أغلبهم من المسلمين السنة.

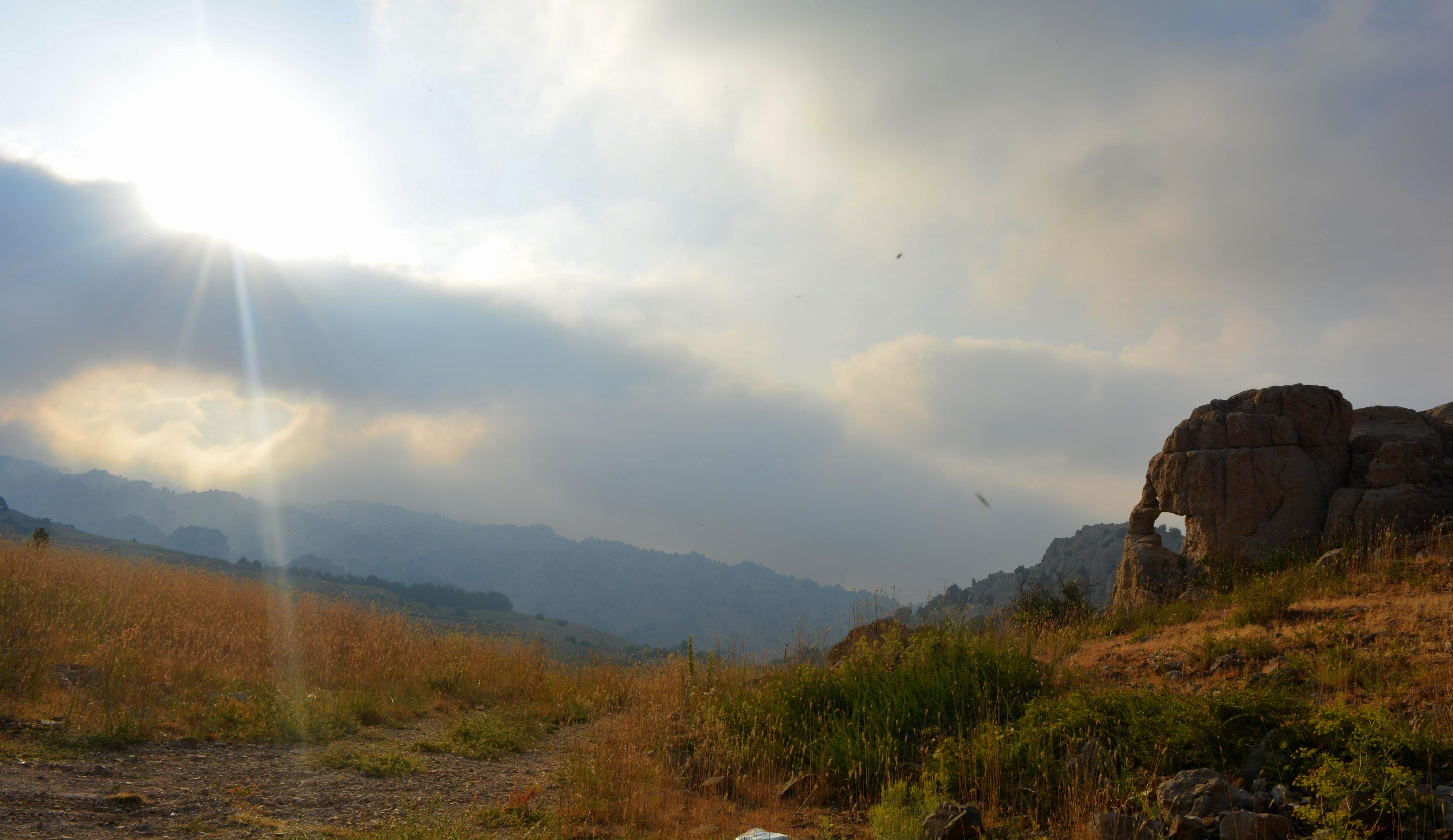
سماء لبنان المرتفعة

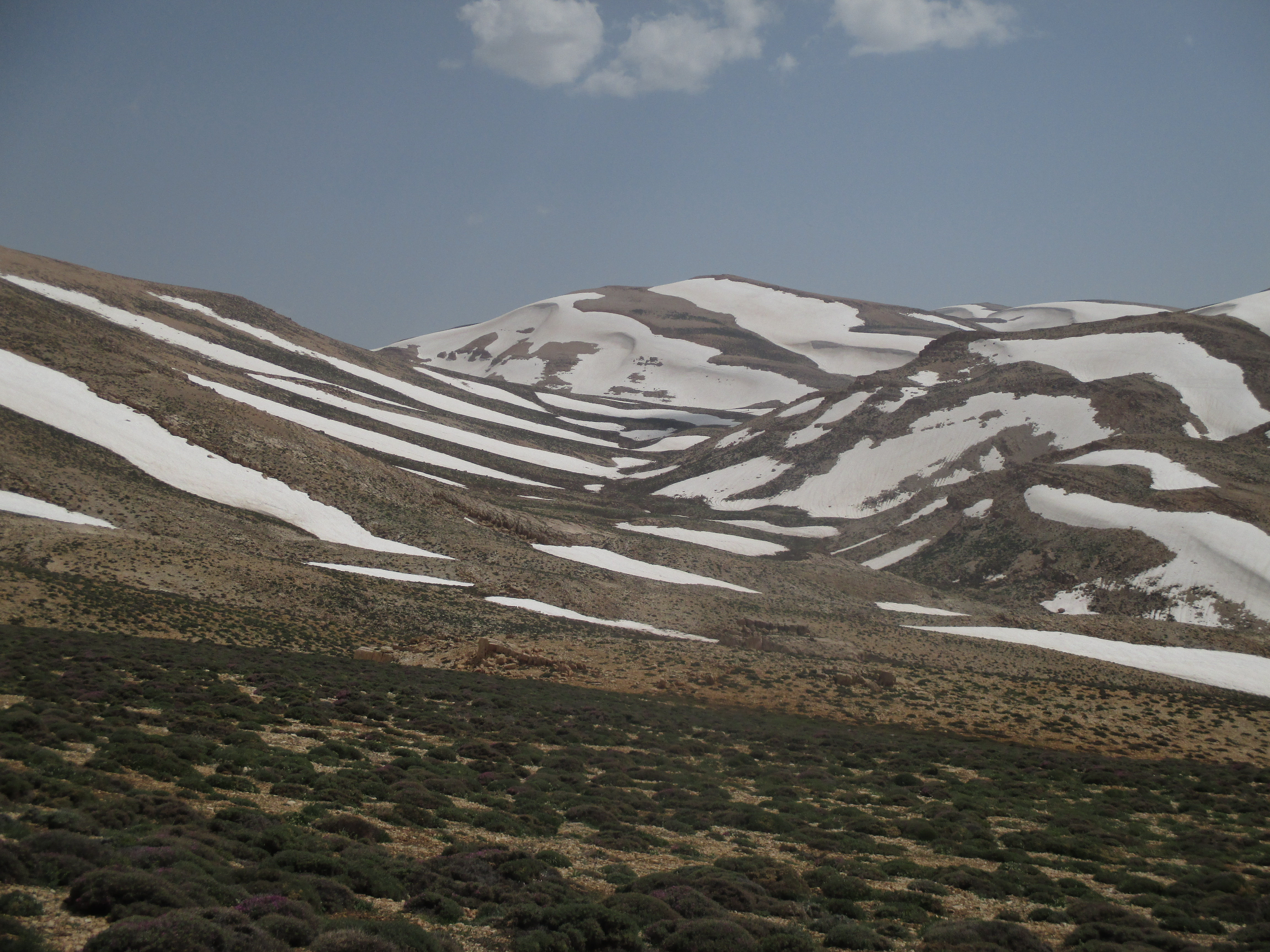
الضنية قرب تضاريس المستاسي